# Paul Pimsleur
Paul Pimsleur   (Nova York, 17 d'octubre de 1927 - 1r districte de París, 22 de juny de 1976) va ser un erudit en el camp de la lingüística aplicada. Va desenvolupar el sistema d'aprenentatge de llengües conegut com Mètode Pimsleur, que, juntament amb les seves nombroses publicacions, va tenir un efecte significatiu en les teories de l'aprenentatge i l'ensenyament de les llengües. Pimsleur Language Programs és una empresa nord-americana d'aprenentatge d'idiomes que desenvolupa i publica cursos basats en el seu mètode.
Paul M. Pimsleur va créixer al Bronx. El seu pare, Solomon Pimsleur, era immigrant de França i compositor de música; la seva mare, nascuda als Estats Units, Miera, era bibliotecària a la Universitat de Colúmbia. Pimsleur va obtenir una llicenciatura al City College de Nova York, i a la Universitat de Colúmbia va obtenir un màster en estadística psicològica i un doctorat. en francès.
Pimsleur va morir inesperadament d'un atac de cor durant una visita a França el 1976.

## Carrera
El seva primera feina va ser ensenyant fonètica i fonologia francesa a la Universitat de Califòrnia, Los Angeles. Després d'abandonar UCLA, Pimsleur va ocupar posicions de professor a la Universitat Estatal d'Ohio, on va ensenyar francès i educació en llengües estrangeres. Aleshores, el programa d'educació en llengües estrangeres de l'OSU era el principal programa de doctorat en aquest camp als EUA. Mentre a Ohio State va crear i dirigir el Listening Center, un dels laboratoris d'idiomes més grans dels Estats Units. El centre es va desenvolupar conjuntament amb Ohio Bell Telephone i va permetre l'estudi d'idiomes al seu ritme mitjançant una sèrie de cintes i indicacions automatitzades que es van lliurar per telèfon.
Més tard, Pimsleur va ser professor d'educació i llengües romàniques a la Universitat Estatal de Nova York a Albany, on va ocupar dues càtedres d'educació i francès. Va ser professor Fulbright a la Universitat Ruprecht Karls de Heidelberg els anys 1968 i 1969 i membre fundador de l' American Council on the Teaching of Foreign Languages (ACTFL). Va fer recerca sobre la psicologia de l'aprenentatge de llengües i el 1969 va ser cap de secció de psicologia de l'aprenentatge de segones llengües al Congrés Internacional de Lingüística Aplicada.
La seva recerca es va centrar a entendre el procés d'adquisició de la llengua, especialment el procés d'aprenentatge dels nens, que parlen una llengua sense conèixer-ne l'estructura formal. El terme "aprenentatge orgànic" es va aplicar a aquest fenomen. Per a això, va estudiar el procés d'aprenentatge de grups formats per nens, adults i adults plurilingües. El resultat d'aquesta investigació van ser els Pimsleur Language Programs. Els seus nombrosos llibres i articles van afectar les teories de l'aprenentatge i l'ensenyament de llengües.
En el període de 1958 a 1966, Pimsleur va revisar estudis publicats anteriorment sobre factors lingüístics i psicològics implicats en l'aprenentatge de llengües. També va realitzar diversos estudis amb el suport de l'estat d'Ohio o de l'Oficina d'Educació dels EUA. Això va portar a la publicació el 1963 d'una monografia de coautor, Underachievement in Foreign Language Learning, que es va publicar a la International Review of Applied Linguistics .
Mitjançant aquesta investigació, va identificar tres factors que es podrien utilitzar per calcular l'aptitud per a l'aprenentatge de la llengua : la intel·ligència verbal, la capacitat auditiva i la motivació. Pimsleur va ser l'autor principal de Pimsleur Language Aptitude Battery (PLAB) basat en aquests tres factors per avaluar l'aptitud lingüística. Va concloure que la baixa capacitat auditiva era un factor important en el rendiment insuficient. Pimsleur va ser un dels primers educadors d'idiomes estrangers a mostrar interès pels estudiants que tenen dificultats per aprendre una llengua estrangera mentre ho fan bé en altres assignatures. Actualment, el PLAB s'utilitza per determinar l'aptitud per a l'aprenentatge de llengües estrangeres, o fins i tot una discapacitat per a l'aprenentatge de llengües estrangeres, entre els estudiants de secundària.

## Llegat
Des de la seva creació l'any 1977, el premi ACTFL-MLJ Paul Pimsleur per a la recerca en educació en llengües estrangeres, que s'atorga anualment, porta el seu nom.
El soci comercial de Pimsleur, Charles Heinle, va continuar desenvolupant els cursos de Pimsleur fins que va vendre l'empresa a Simon & Schuster Audio el 1997.
L'any 2006, la filla de Pimsleur, Julia Pimsleur, va crear l'Entertainment Immersion Method® inspirat en el Pimsleur Method, que és la base del programa d'ensenyament d'idiomes Little Pim per a nens petits, venut als EUA i a 22 països.
El 2013, Simon & Schuster van reeditar el llibre exhaurit del Dr. Paul Pimsleur, How to Learn a Foreign Language en format de tapa dura i llibre electrònic per celebrar el 50è aniversari del primer curs de Paul Pimsleur.

## Obres seleccionades
- Pimsleur, Paul; Quinn, Terence (editors). The psychology of second language learning: papers from the Second International Congress of Applied Linguistics, Cambridge, 8–12 September 1969. London, Cambridge University Press, 1971. ISBN 0521082366
- Poems make pictures; pictures make poems. Poems by Giose Rimanelli and Paul Pimsleur. New York : Pantheon Books. 1972. ISBN 0394923871ISBN 0394923871
- Pimsleur, Paul. Encounters; a basic reader. [simplified by] Paul Pimsleur [and] Donald Berger. New York, Harcourt Brace Jovanovich. 1974. OCLC 947550OCLC 947550
- Pimsleur, Paul. How to learn a foreign language. Boston, Mass. : Heinle & Heinle Publishers, 1980.